# Kiwi
Cet article concerne le fruit. Pour l'oiseau, voir Apterygidae. Pour les autres significations, voir Kiwi (homonymie).
Taxons concernés
Parmi la famille des Actinidiaceae,

Plusieurs espèces du genre Actinidia :
- Actinidia deliciosa
  - dont plusieurs cultivars
  - et de probables hybrides
- Actinidia chinensis
- Actinidia arguta
- Actinidia kolomikta
- Actinidia polygamamodifier

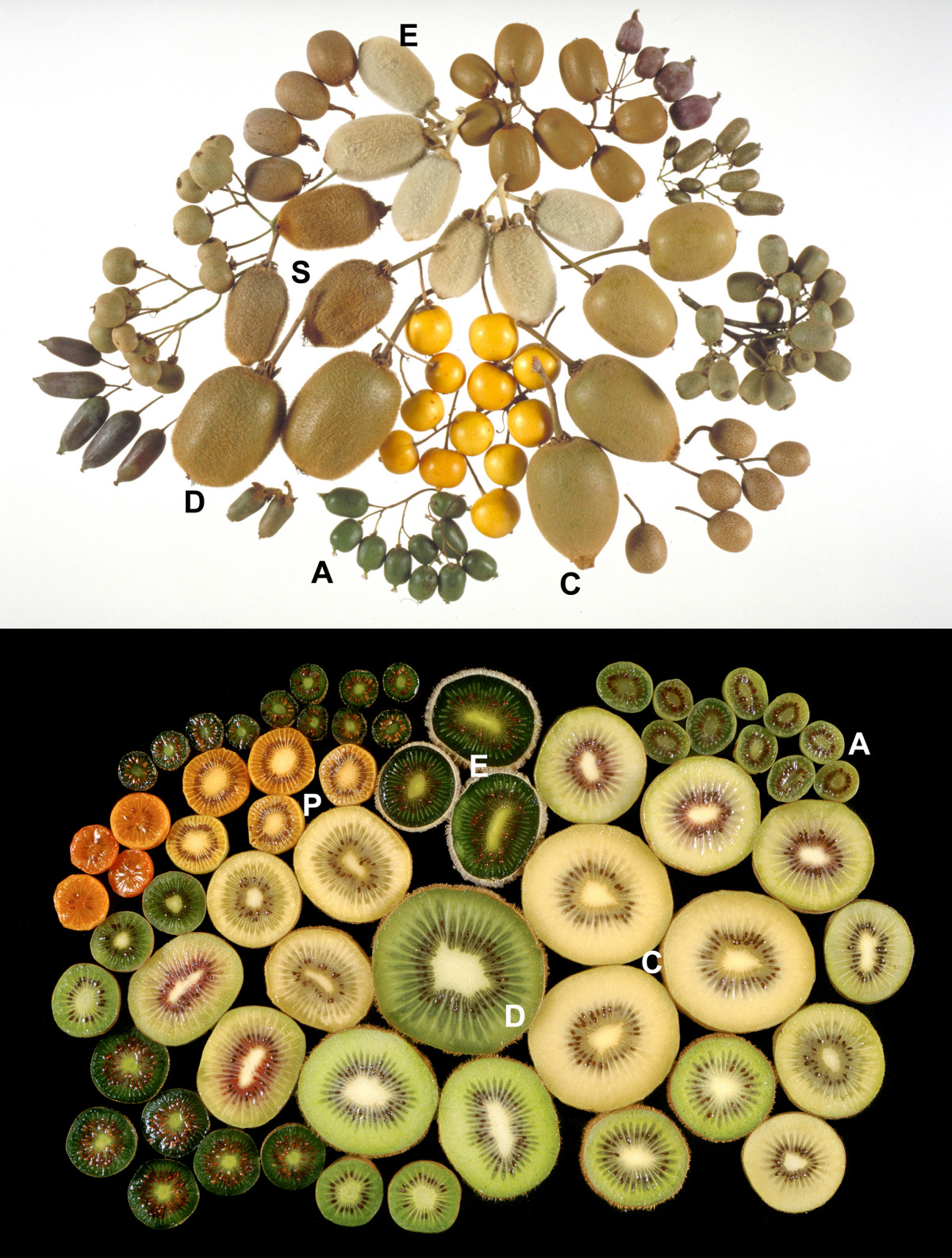
Différentes variétés de kiwis (fruits de lActinidia) :
A = A. arguta ; C = A. chinensis ; D = A. deliciosa ; E = A. eriantha ; I = A. indochinensis ; P = A. polygama ; S = A. setosa.

Les kiwis sont des fruits de plusieurs espèces de lianes du genre Actinidia, famille des Actinidiaceae. Ils sont originaires de Chine,, notamment de la province de Shaanxi. On en trouve par ailleurs dans des climats dits montagnards tropicaux.
À maturité, la pulpe du kiwi généralement verte (parfois jaune pour certaines variétés) est sucrée et acidulée, entourée d'une peau souvent brune et duveteuse, et contient une centaine de minuscules graines noires comestibles.
Le kiwi est exceptionnellement riche en vitamine C, il est aussi source de vitamines K et B9 (acide folique) ainsi que de cuivre et de potassium.
Les kiwis sont des fruits de différentes espèces, principalement : Actinidia chinensis, Actinidia deliciosa, Actinidia arguta (kiwaï), Actinidia kolomikta (kiwi arctique) ou Actinidia polygama.
Les autres noms vernaculaires du kiwi sont entre autres : Groseille de Chine, Souris végétale (à ne pas confondre avec la Plante souris), Actinide de Chine (traduction du nom scientifique), et la liane produisant les kiwis est aussi appelée parfois arbre à kiwi, kiwitier ou actinidier (notamment par les pépiniéristes),,,. Le nom vulgaire en chinois est actuellement 猕猴桃 míhóutáo, soit morphologiquement « pêche (tao) de macaque (mihou) »
Le nom donné à une plantation de kiwi est une actinideraie.

## Histoire de la groseille de Chine

### Un fruit originaire de Chine
Des poèmes chinois datant du premier millénaire av. J.-C. font mention de l’Actinidia, décrit comme une plante poussant en sol humide, avec de longues pousses, de beaux fruits et de belles fleurs. Le livre « Er Ya » (IIIe siècle av. J.-C.) précise que le fruit de l’Actinidia est un antipyrétique tandis que sa sève est employée en tant que colle dans la fabrication du papier, la plante en elle-même était une plante d’ornement donnant de tout petits fruits.
Actinidia deliciosa et Actinidia chinensis sont ainsi originaires du sud-est de la Chine, dans la vallée du Yangzi Jiang. Leur culture daterait d'au moins 1 200 ans, à l'époque du poète Cen Shen (715-770) de la dynastie Tang, on faisait alors pousser ces plantes sur des tonnelles. D'autres utilisations ont été répertoriées, en médecine ou pour l'écorce, en fabrication du papier. Les fruits donnent lieu à diverses appellations, par exemple mihoutao, (littéralement « pêche des singes ») ou mihouli, (littéralement « poire des singes »), en raison de leur succès auprès de ceux-ci.
Le kiwi a été décrit entre 1740 et 1757 par le père Chéron d'Incarville, un jésuite français qui passa ainsi 17 ans à la Cour impériale de Pékin. D'après ses observations, le yangtao (littéralement « pêche-soleil » ou « pêche du mouton »), poussait à l'état sauvage dans la forêt longeant le fleuve mais n'était pas cultivé, il était simplement cueilli par les Chinois qui l'appréciaient.

### Diffusions hors de la Chine
Durant son premier voyage en Chine (entre 1843 et 1845), l'Anglais Robert Fortune est chargé par la Royal Horticultural Society d'expédier de Chine des feuilles et des fleurs séchées d'Actinidia Chinensis. C'est alors qu'en 1847, le botaniste français Jules Émile Planchon réalise la première description de ces spécimens et leur donne ainsi ce nom,, les styles de la fleur femelle évoquant les rayons d'une roue.
Quelques décennies plus tard, en 1899, Ernest Henry Wilson ramena d'autres spécimens, ce qui valut au fruit d'être parfois surnommé « groseille de Wilson »,. Ils produisirent en Europe des fruits pas plus gros que des noix, comme le rapportent en 1904 les pépiniéristes de la société Veitch, même s'il existait bel et bien en Chine des fruits de la taille d'une grosse prune, comme l'attestait Augustine Henry en 1903.
Des plants sont importés aux États-Unis à la fin du XIXe siècle et en Nouvelle-Zélande en 1904,.
À cette période, la plante était recherchée essentiellement dans un but ornemental.
En France, on a parlé au moins depuis 1917 de « groseille de Chine » en raison de son goût rappelant celui de la groseille à maquereau,.

Plus tard, la Revue horticole du 16 avril 1941 fait état de l'unique plant femelle étudié au Muséum national d'histoire naturelle de Paris qui fructifia pour la première fois en 1937 puis donna une récolte   de 85 kg en octobre 1940. Les chercheurs mirent alors en évidence ses vertus antiscorbutiques et sa teneur exceptionnelle en vitamine C mais n'ont pas directement fait part aux arboriculteurs français de leurs travaux.
Le Néo-Zélandais Alexander Allison plante chez lui des graines rapportées de Yichang par Isabel Fraser en 1904. Les plants portent leurs premiers fruits vers 1910, amorçant le début d'une industrie qui se révèlera considérable pour le pays.

### Intensification de la culture
La plante a d'abord été cultivée dans les jardins domestiques mais la plantation commerciale a commencé en 1934 en Nouvelle-Zélande, qui commence à exporter des Actinidia dès 1953,. Par sélection, les Néo-Zélandais ont obtenu des variétés produisant des fruits de gros calibre (plus de 100 grammes).
En 1935, un plant est importé en Californie, initiant une nouvelle aire de production.
La forte teneur en vitamine C de l'Actinidia est connue dès les années 1940. Ainsi peut-on lire à ce sujet, dans le Bulletin de la Société scientifique d'hygiène alimentaire et d'alimentation rationnelle de l'homme de 1944 : « Un des fruits les plus intéressants est la « souris végétale », produite par l'Actinidia chinensis, une liane de Chine parfaitement rustique sous notre climat. ». Toutefois, il est dit plus loin que ce fruit constitue « une rareté, qui demandera encore un certain nombre d'années avant d'être suffisamment répandue ». Ce passage témoigne également d'une appellation éphémère dont a été l'objet du kiwi. On la retrouve au moins jusqu'en 1971, comme en témoigne le Bulletin de la Société centrale d'horticulture de Nancy de cette année ; le passage ne parle du fruit que sous cette dénomination, en insistant sur la ressemblance avec l'animal : « Comme vous le voyez, le fruit ressemble à une souris ou plus exactement à un petit campagnol que nous rencontrons fréquemment dans les cultures. ».
Dans les années 1960, un architecte français en poste en Chine, Jacques Rabinel, rapporte quelques fruits qui lui avaient été offerts. Il les présente au responsable du Jardin des Plantes à Paris. Peu de temps après, il est le premier fournisseur français de plants à Pessac-sur-Dordogne en Gironde.
Dans les années 1980, la Nouvelle-Zélande dispose d'un Kiwifruit Export Promotion Committee (KEPC, créé en avril 1970), ainsi qu'une Fédération du kiwi.

#### Apparition de l'appellation «kiwi»
Dans les années 1950, l'entreprise néozélandaise Turners et Growers, désireuse de satisfaire le marché américain, mise sur une nouvelle appellation, la « melonette », dans le but de rendre l'Actinidia plus attractive. Mais cette tentative n'est pas convaincante ; les États-Unis font payer des droits de douane élevés aussi bien pour les fruits se terminant en berry (comme la Chinese gooseberry) que pour les melons. En 1959, Turner propose donc pour la première fois le nom de « kiwifruit ». Outre la problématique douanière, d'autres raisons émergent :
- Patriotique : il s'agit du nom vernaculaire de l'apterygiforme, l'emblème de la Nouvelle-Zélande. Selon une hypothèse parfois rejetée[11], cette appellation serait due à la ressemblance du fruit avec cet oiseau[13],[15],[19].
- Politique : en contexte de guerre froide, l'appellation « groseille de Chine » pouvait devenir problématique[18].

Ce nouveau nom n'a pas été tout de suite accepté. L'Australie et les États-Unis ont exprimé des réticences à ce sujet.
Le terme « kiwi » n’est finalement apparu dans la langue française qu’en 1970. Il a ainsi définitivement remplacé l'expression « groseille de Chine », appellation sous laquelle le fruit a d’abord été connu (à cause de la saveur acidulée de sa pulpe, apparentée à celle de la groseille) mais aussi l'expression « souris végétale », ancienne appellation restreinte géographiquement à la France.
En 1995, un questionnaire à choix multiple de culture générale (destiné aux concours administratifs des catégories B et C en France) comportait une question sur la « groseille de Chine », qu'il fallait donc associer au kiwi. Cela indique que cette dénomination n'était déjà plus évidente.

### Auxxiesiècle
En 2018, la production mondiale annuelle de kiwis atteint 4,3 millions de tonnes. La Chine est le plus gros producteur au monde (2,1 millions de tonnes produites chaque année), loin devant l’Italie (555 000 tonnes) et la Nouvelle-Zélande (437 000 tonnes). En termes de consommation, la Chine (2,3 millions de tonnes) et l’Italie (314 000 tonnes) sont les plus gros consommateurs, suivis par l’Iran (248 000 tonnes).
En 2022, un consortium formé par cinq sociétés — deux grecques et trois italiennes — lance deux nouvelles variétés commerciales de kiwi à chair jaune, résistantes à la bactériose et à l’asphyxie racinaire, deux problèmes majeurs de la culture du kiwi traditionnel,. En 2024, des sociétés espagnoles, françaises, grecques et italiennes forment un nouveau consortium au niveau européen pour coordonner la production et la vente de ces variétés sur le continent,.
La surface mondiale destinée à la culture du kiwi a augmenté de 11 % de 2016 à 2021.

## Espèces et cultivars

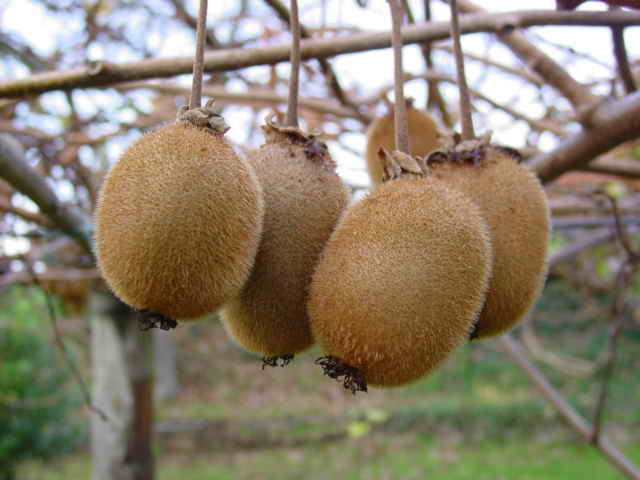
Fruits dActinidia deliciosa en culture
(variété Hayward).

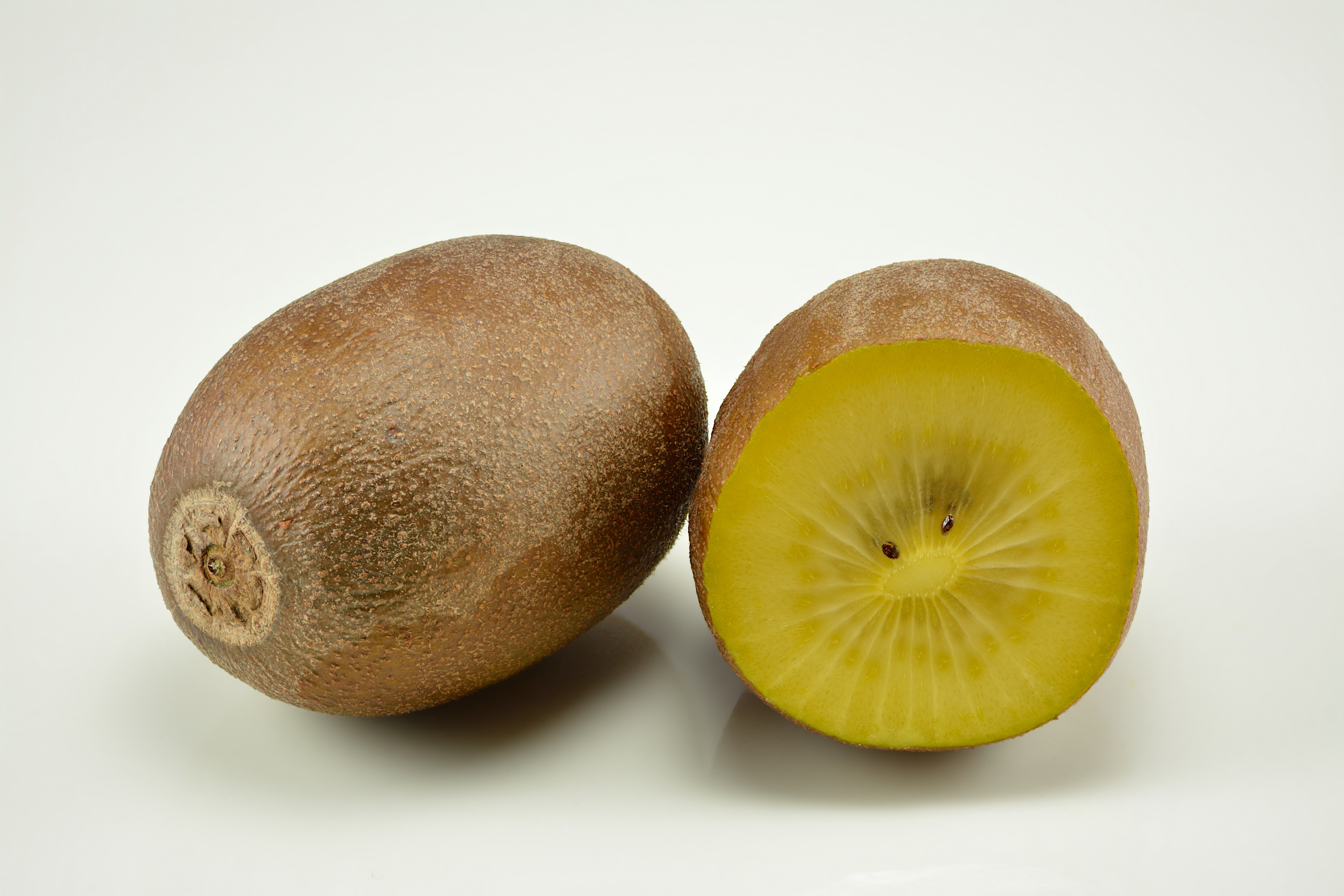
Fruits dActinidia chinensis
(variété Soreli, à chair jaune et sucrée).

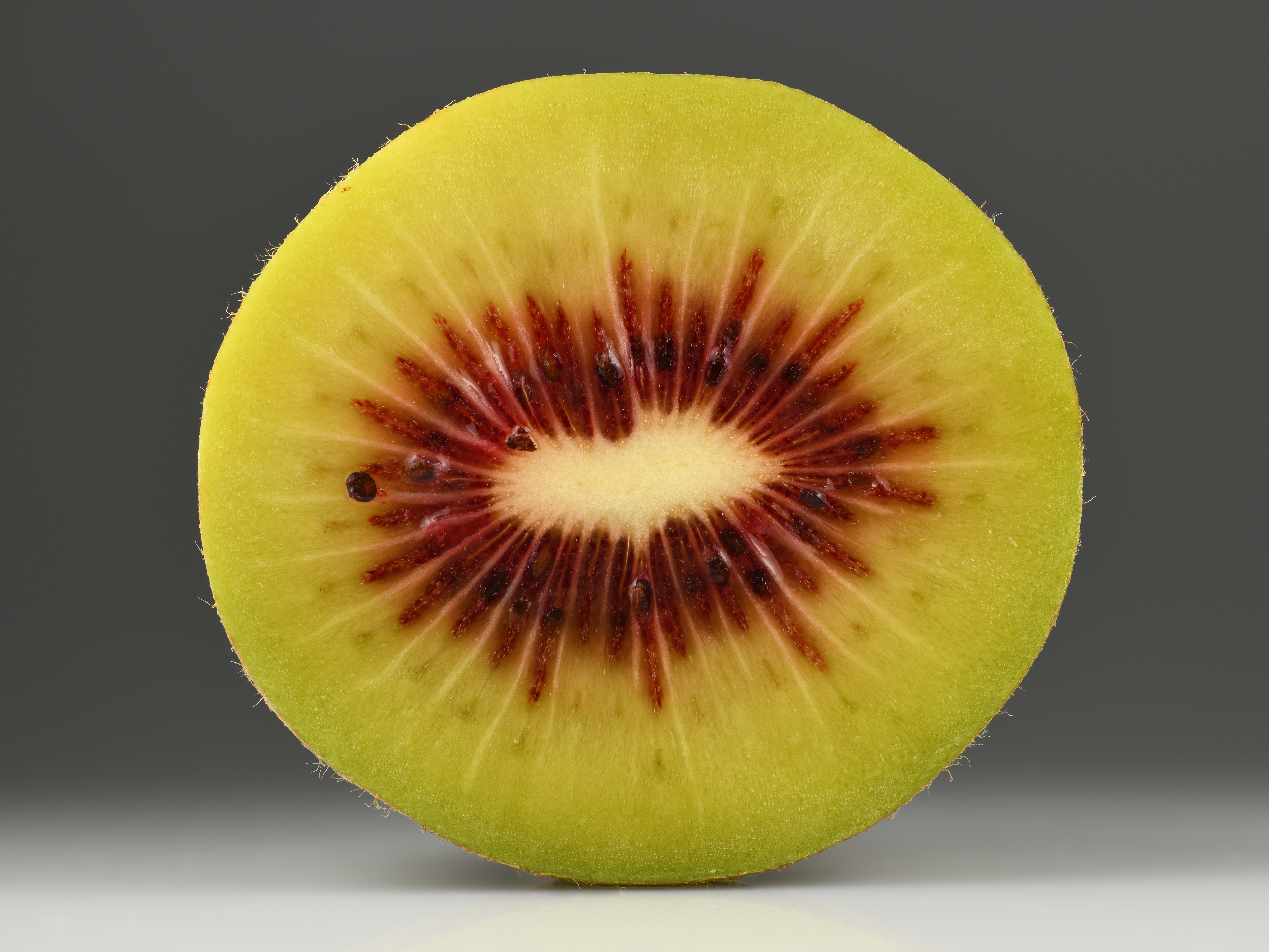
Fruit dActinidia chinensis
(variété Red Passion).

Le cultivar le plus souvent commercialisé est un cultivar d’Actinidia deliciosa (espèce désormais distinguée d’Actinidia chinensis), nommé Hayward. Cette variété, créée dans les années 1920 par un pépiniériste néo-zélandais réputé nommé Hayward Wright, est commercialisée localement à partir de 1928 sous le nom de « Grande Ovale de Wright ». Son exportation débute massivement dans les années 1960.
Le kiwi Hayward, dont les propriétés ont été améliorées dans les années 1980, est un fruit qui possède une chair verte bien ferme, couverte d’une peau brune et duveteuse, aplatie aux extrémités. Cette variété se distingue par ses qualités gustatives, son aspect régulier et son aptitude à la conservation.
L'Italie finance des recherches dans le développement de nouveaux cultivars comme à l'université de Bologne et à l'université d'Udine,.
Il existe d'autres espèces, des hybrides et cultivars moins commerciaux (car de plus petits calibres, de moindre tonnage par hectare, de moindre conservation et de moindre résistance au transport), mais de grande qualité gustative : 
- Kiwi d'Actinidia deliciosa :
  - Abbott : variété marron clair et en forme de poire.
  - MontCap : variété cultivée en France.
- Kiwis d'Actinidia chinensis :
  - Monty : variété petite et grise.
  - Bruno : variété allongée et brun foncé.[réf. nécessaire]
  - Solo : variété de très petite taille mais autofertile.
  - Hort16A (vendu sous la marque « Zespri Gold ») : variété à chair jaune et sucrée[29].
  - Gold3 (vendu sous la marque « SunGold »).
  - Soreli : variété développée en Italie, à chair jaune et sucrée.
  - Belle de Chine (ou « Chinabelle ») : variété inédite développée en France[30]. Ce cultivar est un fruit à chair blanche[31], citronnée et douce.
  - Red Passion : variété de kiwi à cœur rouge développée en Italie, à peau lisse et à chair dorée associée à un goût de fruits rouges[32].
- Kiwi d'Actinidia kolomikta (ou Kiwi arctique).
- Kiwi d'Actinidia arguta (ou kiwi de Sibérie, aussi appelé kiwaï) : variété ressemblant à une grosse cerise, à chair rouge et à peau lisse qui se consomme sans être pelé[30],[31].
- Kiwi d'Actinidia polygama.
- Kiwi d'Actinidia rosae (ou kiwi de Madagascar) : variété petite et rose.

## Commerce
Le kiwi le plus souvent commercialisé (variété Hayward, un cultivar d’Actinidia deliciosa) pèse en moyenne entre 100 g et 125 g.
Un kilogramme de kiwi comporte donc généralement 8 à 10 fruits.
Le kiwi issu de l’agriculture française est commercialisé de novembre à mai. Ainsi, en trouvant des kiwis dans les commerces en France en été et au début de l’automne, ils viendront probablement de Nouvelle-Zélande.

### Pays producteurs

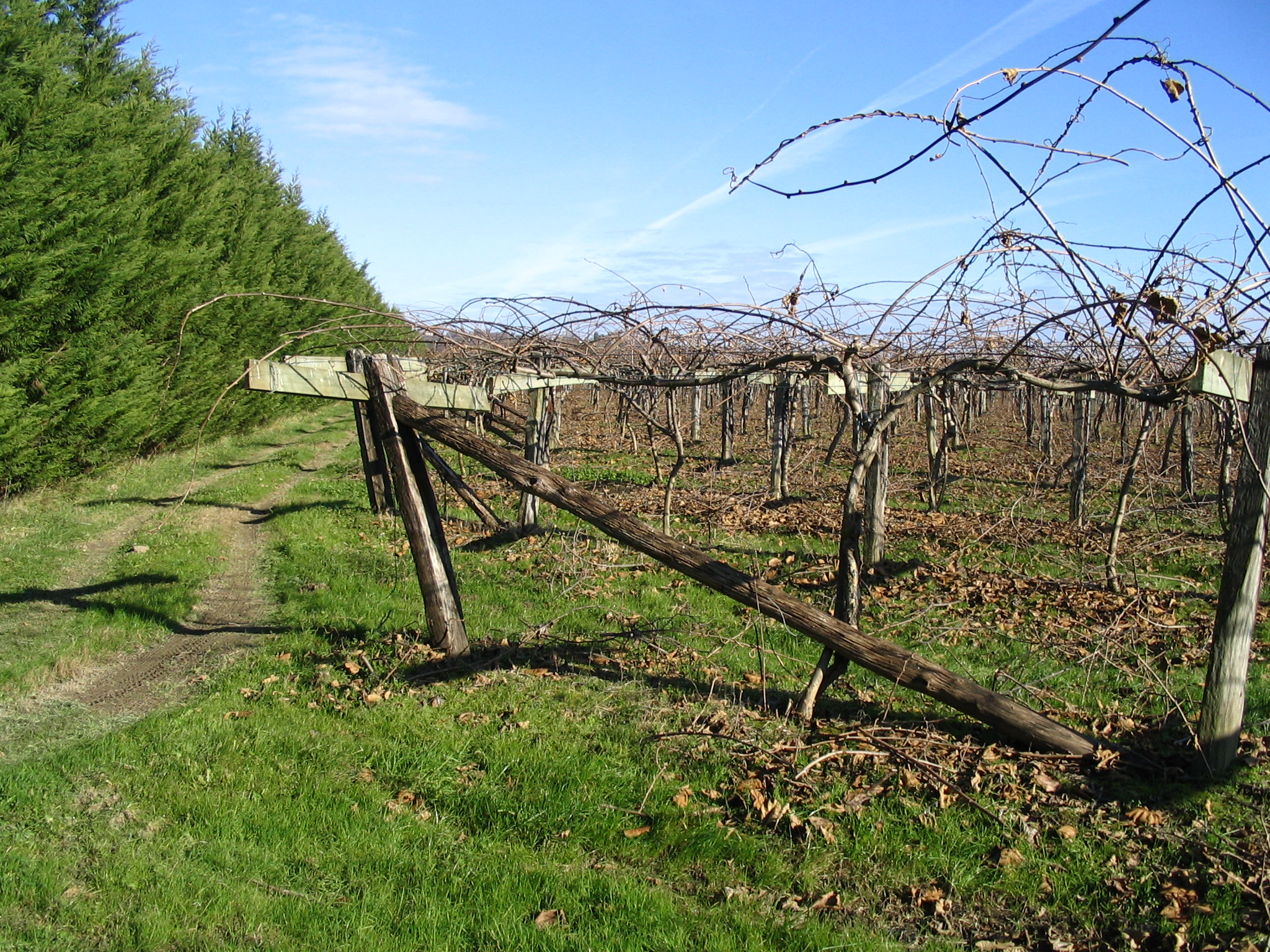
Plantation de kiwis dans le sud des Landes.

En 2009, environ 2,8 millions de tonnes de kiwis ont été produites dans le monde dont près de la moitié en Chine et environ le quart dans le bassin méditerranéen. L’Italie, avec 16 % de la production mondiale, est le premier producteur européen. La Nouvelle-Zélande (14 %) suit ces deux leaders mondiaux.
Entre 2009 et 2013, la production mondiale a augmenté d'environ 25 % avec un accroissement de la part de la Chine qui représente désormais plus de la moitié (51 %) des 3,5 millions de tonnes de kiwis produits. Bien que leurs productions respectives soient en augmentation, l’Italie et la Nouvelle-Zélande, qui conservent leur rang mondial, ne représentent plus que 13 % et 11 % (respectivement) de la part mondiale.
Entre 2013 et 2019, la production mondiale a de nouveau augmenté d'environ 25 %. La Chine consolide son statut de premier producteur mondial (51 % des 4,3 millions de tonnes de kiwis produits dans le monde). La Nouvelle-Zélande devance désormais l'Italie en devenant le deuxième producteur mondial, en conséquence d'une augmentation de près de 41 % de sa production nationale.
La France (8e producteur mondial et 3e européen) produisait près de 56 000 tonnes en 2019, un volume en baisse continue depuis 2009. Son premier client est l'Espagne. La zone de production française se répartit dans l'Ariège, dans le Tarn-et-Garonne et sur la façade atlantique, du Pays basque à la Bretagne. Commercialisé pour la première fois en France dans les années 1970, le kiwi de l'Adour obtient le label rouge en 1992 et une indication géographique protégée (IGP) en 2009.
| Production en tonnes en 2019 Données de FAOSTAT (FAO) |            |               |
| Pays                                                  | Production | Part mondiale |
| Chine                                                 | 2 196 727  | 51 %          |
| Nouvelle-Zélande                                      | 558 191    | 13 %          |
| Italie                                                | 524 490    | 12 %          |
| Iran                                                  | 344 189    | 8 %           |
| Grèce                                                 | 285 860    | 7 %           |
| Chili                                                 | 177 206    | 4 %           |
| Turquie                                               | 63 798     | 1 %           |
| France                                                | 55 830     | 1 %           |
| États-Unis                                            | 46 720     | 1 %           |
| Portugal                                              | 32 360     | 1 %           |
| Espagne                                               | 24 510     | 1 %           |
| Japon                                                 | 23 286     | 1 %           |
| Autres pays                                           | 14 844     | < 1 %         |
| Monde                                                 | 4 348 011  | 100 %         |

| Production en tonnes en 2013 Données de FAOSTAT (FAO) |            |               |
| Pays                                                  | Production | Part mondiale |
| Chine                                                 | 1 765 847  | 51 %          |
| Italie                                                | 453 737    | 13 %          |
| Nouvelle-Zélande                                      | 397 287    | 11 %          |
| Chili                                                 | 266 620    | 8 %           |
| Iran                                                  | 251 218    | 7 %           |
| Grèce                                                 | 106 822    | 3 %           |
| France                                                | 62 312     | 2 %           |
| Turquie                                               | 41 635     | 1 %           |
| Japon                                                 | 30 400     | 1 %           |
| États-Unis                                            | 25 038     | 1 %           |
| Portugal                                              | 21 306     | 1 %           |
| Espagne                                               | 19 800     | 1 %           |
| Autres pays                                           | 18 198     | < 1 %         |
| Monde                                                 | 3 460 220  | 100 %         |

| Production en tonnes en 2009 Données de FAOSTAT (FAO) |            |               |
| Pays                                                  | Production | Part mondiale |
| Chine                                                 | 1 250 000  | 45 %          |
| Italie                                                | 447 608    | 16 %          |
| Nouvelle-Zélande                                      | 386 389    | 14 %          |
| Chili                                                 | 227 000    | 8 %           |
| Iran                                                  | 163 215    | 6 %           |
| Grèce                                                 | 88 085     | 3 %           |
| France                                                | 75 130     | 3 %           |
| Japon                                                 | 35 000     | 1 %           |
| Portugal                                              | 26 927     | 1 %           |
| Espagne                                               | 25 285     | 1 %           |
| Turquie                                               | 23 689     | 1 %           |
| États-Unis                                            | 23 224     | 1 %           |
| Autres pays                                           | 20 987     | < 1 %         |
| Monde                                                 | 2 792 539  | 100 %         |

### Pays exportateurs
Le fruit conditionné est transporté dans des conteneurs réfrigérés et sous atmosphère contrôlée fortement réduite en dioxygène,.
En 2019, les exportations mondiales de kiwis atteignent environ 1,5 million de tonnes, pour une valeur globale d'environ 2,9 milliards de dollars américains.
La Nouvelle-Zélande est le premier exportateur avec un peu plus du tiers du marché mondial (en volume) et environ la moitié (en valeur) grâce à une valeur unitaire avantageuse (2,82 $ par kg en moyenne). De plus, ce pays se caractérise aussi par le fait d'exporter la quasi-totalité (95 %) de sa production. La logistique maritime du kiwi néo-zélandais nécessite environ un mois de transport par navires frigorifiques en provenance de Tauranga pour fournir les ports européens de Zeebruges, Tarragone et Vado Ligure. 
L'Italie est le deuxième exportateur mondial (20 % du marché) et le premier en Europe.
| Exportations en volume et en valeur (en 2019) Données de FAOSTAT (FAO) |                          |               |                              |                           |
| Pays                                                                   | Exportations (en tonnes) | Part mondiale | Exportations (en millions $) | Valeur unitaire (en $/kg) |
| Nouvelle-Zélande                                                       | 528 791                  | 35 %          | 1 494                        | 2,82                      |
| Italie                                                                 | 304 147                  | 20 %          | 485                          | 1,59                      |
| Grèce                                                                  | 172 161                  | 11 %          | 161                          | 0,93                      |
| Chili                                                                  | 153 380                  | 10 %          | 175                          | 1,14                      |
| Iran                                                                   | 93 447                   | 6 %           | 81                           | 0,87                      |
| Belgique                                                               | 71 737                   | 5 %           | 219                          | 3,05                      |
| Pays-Bas                                                               | 40 755                   | 3 %           | 78                           | 1,90                      |
| Chine                                                                  | 27 664                   | 2 %           | 39                           | 1,41                      |
| Espagne                                                                | 22 242                   | 1 %           | 33                           | 1,50                      |
| Portugal                                                               | 17 967                   | 1 %           | 24                           | 1,31                      |
| Autres pays                                                            | 66 398                   | 4 %           | 101                          | 1,52                      |
| Monde                                                                  | 1 498 689                | 100 %         | 2 888                        | 1,93                      |

### Pays importateurs
En 2019, les importations mondiales de kiwis atteignent environ 1,5 million de tonnes, c'est-à-dire un volume équivalent aux exportations mondiales.
En plus d'être le premier producteur mondial de kiwis, la Chine est aussi le premier importateur mondial dans un volume très proche de celui de la Belgique (10 % de la part mondiale pour chacun d'eux).
| Importations en volume (en 2019) Données de FAOSTAT (FAO) |                          |               |
| Pays                                                      | Importations (en tonnes) | Part mondiale |
| Chine                                                     | 157 225                  | 10 %          |
| Belgique                                                  | 154 436                  | 10 %          |
| Espagne                                                   | 136 624                  | 9 %           |
| Allemagne                                                 | 108 405                  | 7 %           |
| Japon                                                     | 106 500                  | 7 %           |
| Russie                                                    | 77 840                   | 5 %           |
| France                                                    | 75 403                   | 5 %           |
| États-Unis                                                | 69 265                   | 5 %           |
| Pays-Bas                                                  | 65 748                   | 4 %           |
| Italie                                                    | 63 355                   | 4 %           |
| Autres pays                                               | 483 236                  | 32 %          |
| Monde                                                     | 1 498 037                | 100 %         |

## Composition nutritionnelle

### Apport énergétique et composition générale
L'apport énergétique pour 100 g de kiwis frais est en moyenne de  61 kcal (soit 255 kJ). Du fait de sa forte proportion en eau (environ 84 %), l'apport énergétique de cet aliment est relativement faible.
L’équilibre entre saveurs sucrée et acide des kiwis dépend principalement de leur teneur en acide citrique
. Ces fruits ont d'ailleurs une teneur en acide totale élevée (de 1 à 3 %) parmi lesquels l’acide quinique, l’acide citrique et, dans une moindre mesure, l'acide malique.
La composition nutritionnelle générale moyenne pour 100 g de kiwis frais est détaillée dans le tableau ci-dessous :
| Composant                       | Masse  |
| ------------------------------- | ------ |
| Eau                             | 83,5 g |
| Protides                        | 0,9 g  |
| Lipides                         | 0,6 g  |
| dont acides gras poly-insaturés | 0,25 g |
| dont acides gras mono-insaturés | 0,16 g |
| dont acides gras saturés        | 0,13 g |
| Glucides                        | 11,0 g |
| dont sucres                     | 8,9 g  |
| Fibres                          | 2,4 g  |

### Minéraux, oligo-éléments et vitamines
La composition nutritionnelle moyenne en sels minéraux, en oligo-éléments et en vitamines pour 100 g de kiwis frais est détaillée dans les tableaux ci-dessous :
| Sels Minéraux | Masse  |
| ------------- | ------ |
| Potassium     | 290 mg |
| Chlorure      | 35 mg  |
| Calcium       | 29 mg  |
| Phosphore     | 26 mg  |
| Magnésium     | 12 mg  |
| Sodium        | < 5 mg |

| Oligo-éléments | Masse  |
| -------------- | ------ |
| Fer            | 160 µg |
| Cuivre         | 150 µg |
| Zinc           | 120 µg |
| Manganèse      | 50 µg  |
| Iode           | traces |
| Sélénium       | traces |

| Vitamines             | Masse     |
| --------------------- | --------- |
| Vitamine C            | 81 900 µg |
| Vitamine E            | 960 µg    |
| Vitamine B5           | 240 µg    |
| Vitamine B3           | 230 µg    |
| Vitamine B6           | 36 µg     |
| Vitamine B9           | 22 µg     |
| Vitamine B2           | 21 µg     |
| Vitamine K            | 17 µg     |
| Provitamine A         | 38 µg     |
| équivalent vitamine A | 63 UI     |

Le kiwi est exceptionnellement riche en vitamine C puisque 100 g de ce fruit frais couvrent la totalité des apports journaliers recommandés (AJR). C'est donc bien plus que l'orange avec 59 % des AJR pour 100 g d'orange fraîche mais bien moins que le cassis cru qui apporte 226 % de l'ARJ. Le kiwi est aussi source de vitamines K et B9 (22 % et 11 % respectivement des AJR) et fournit, dans une moindre mesure, de la vitamine E (contenue dans ses graines noires). Le kiwi est également source de cuivre et de potassium (15 % des AJR pour chacun d'eux).
Du fait de sa composition en oligo-éléments et en vitamines, le kiwi fait partie des fruits ayant l'activité antioxydante la plus élevée.
Une étude de scientifiques néo-zélandaise a établi en septembre 2020 que, grâce à sa composition riche en vitamines et en minéraux, le kiwi a une action bénéfique sur la fatigue et l'humeur.
Une étude de gastroentérologie parue en 2023 montre une amélioration de la constipation par la consommation de deux kiwi verts par jour.

### Activités antioxydantes
Dans une étude sur les kiwis (cv. Hayward) collectés dans cinq zones de la Région de Latium (dans le centre de l’Italie), D’Evoli et al, ont fait l’analyse de leurs nutriments et de leurs composés bioactifs. Par exemple, si on ne retient que leurs mesures extrêmes (max et min) de la richesse en vitamine C (acide ascorbique) et en composés phénoliques, on trouve :
Le kiwi est riche en vitamine C (jusqu’à 75 mg/100 g de MF) et son contenu en composés phénoliques va de 80 ± 2 à 96 ± 7 mg/100 g GA suivant les vergers.
Son activité antioxydante a été analysée sur des extraits hydrophiles et lipophiles par des tests FRAP, ABTS et ORAC.
L’activité antioxydante du kiwi est fortement corrélée avec la teneur en molécules hydrophiles principalement en acide ascorbique (r = 0,97), alors qu’une corrélation plus faible (r=0,68) existe avec le contenu en composés phénoliques.
Ceci suggère que la vitamine C soit le principal contributeur à l’activité antioxydante totale du kiwi.
Les kiwis venant d’un des cinq vergers (celui de Borgo Podgora) montrent la plus forte activité antioxydante que les autres vergers (voir tableau ci-dessous). En outre, la fraction hydrophile de ses fruits mesurée par le test FRAP (0,71 mmol Trolox/100 g), ABTS (0,57 mmol Trolox/100 g) et ORAC (1,36 mmol Trolox/100 g) obtient des valeurs bien supérieures que pour sa fraction lipophile :
Il est toujours difficile de comparer les valeurs de ces activités antioxydantes d'un fruit (comme le kiwi) avec celles d’autres fruits, lorsque les mesures sont effectuées par des équipes différentes. Toutefois, l’acérola ou cerise des Antilles (Malpighia emarginata) a une teneur en vitamine C de 1 357 mg/100 g de matière fraîche (à 91 % d’eau), qui comparée à la teneur du kiwi de 82 mg/100 g de matière fraiche (à 83 % d’eau), représente de 16,6 fois plus. Les valeurs des tests FRAP et ABTS de l’acérola sont aussi considérablement plus élevées.
En général, la recherche montre que les fruits rouges, comme les framboises, les myrtilles les mûres et les cassis, ont une capacité antioxydante plus élevée que le kiwi.

## Reproduction

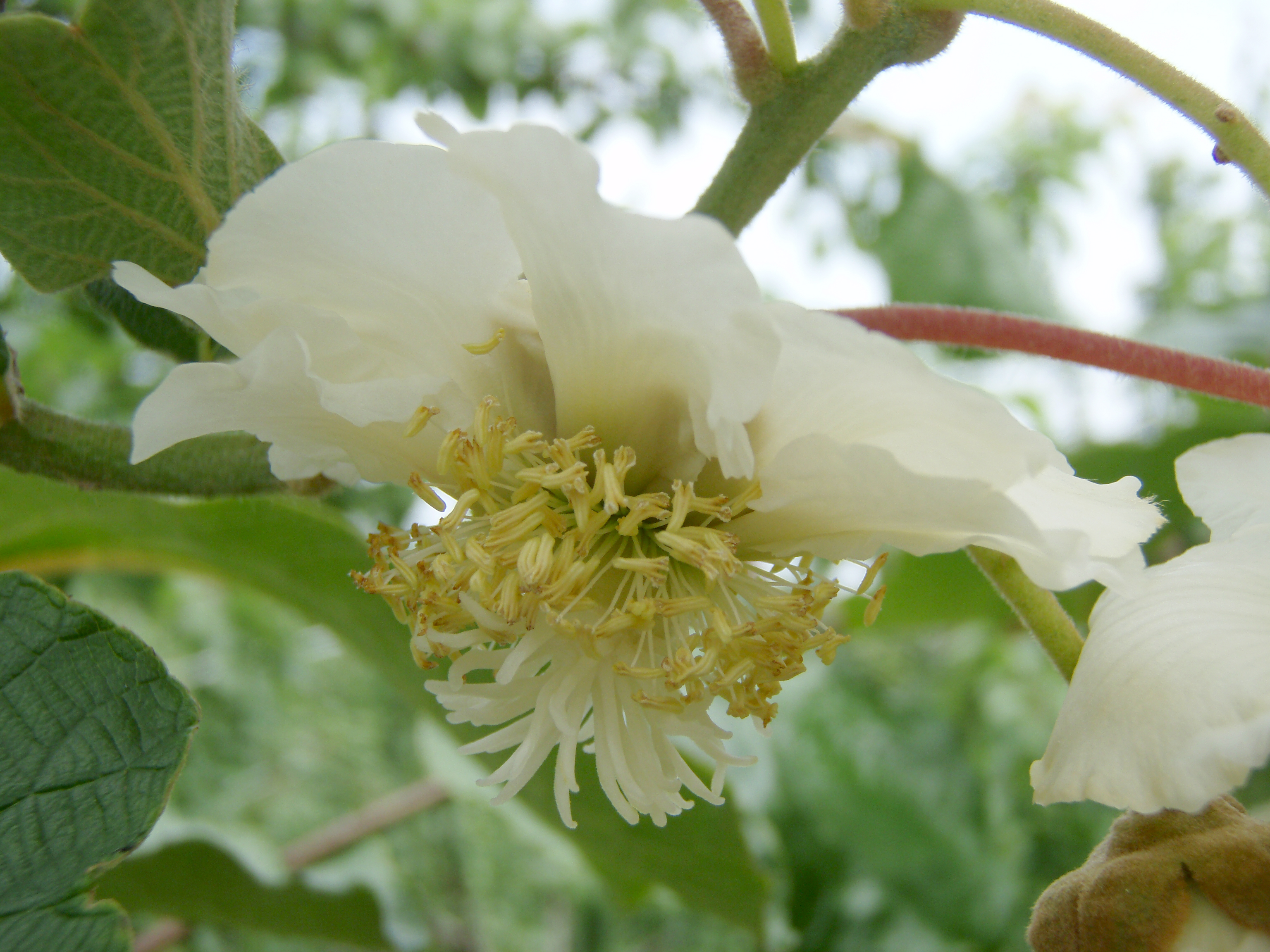
Une fleur femelle de kiwi.

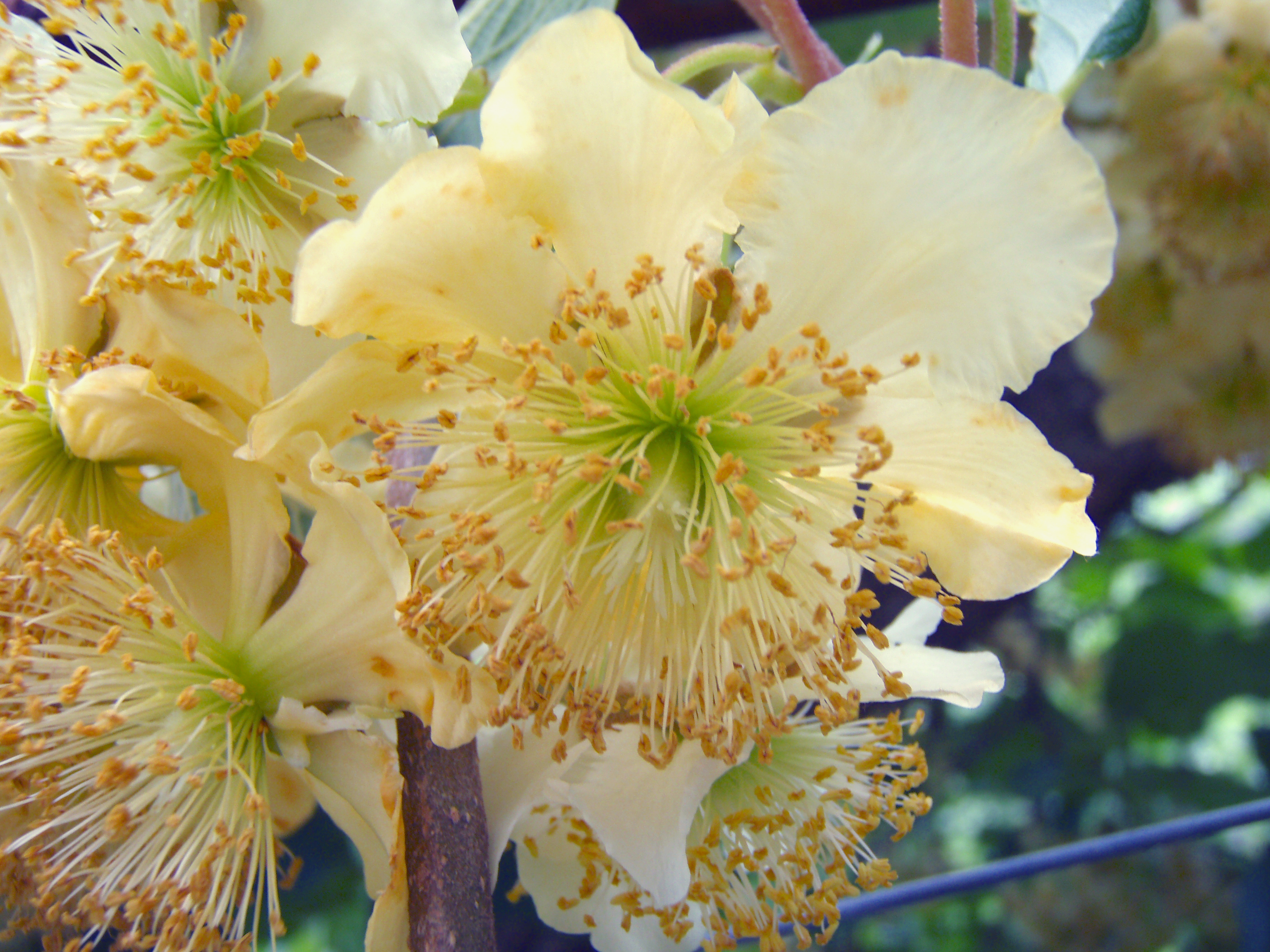
Une fleur mâle de kiwi.

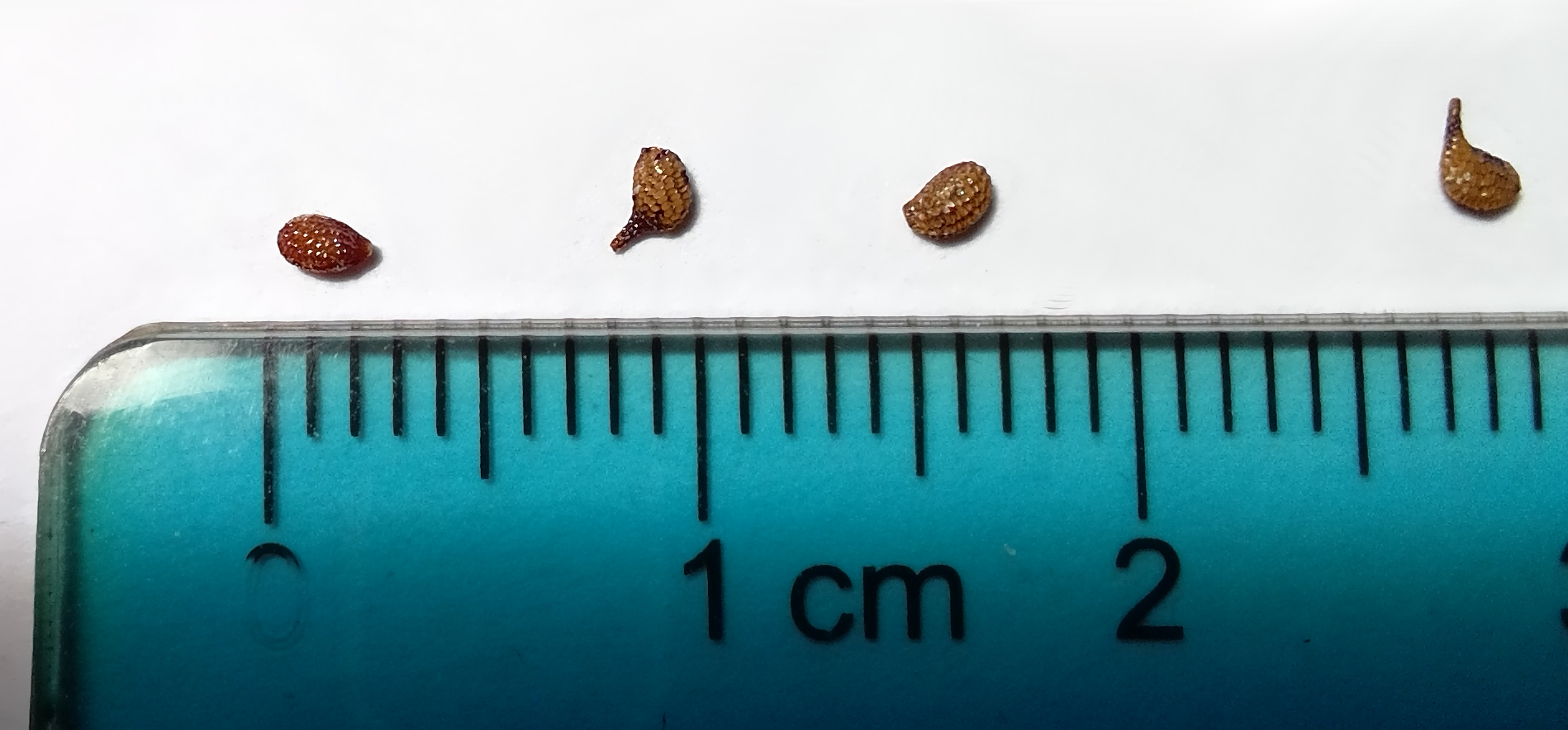
Graines d’Actinidia deliciosa

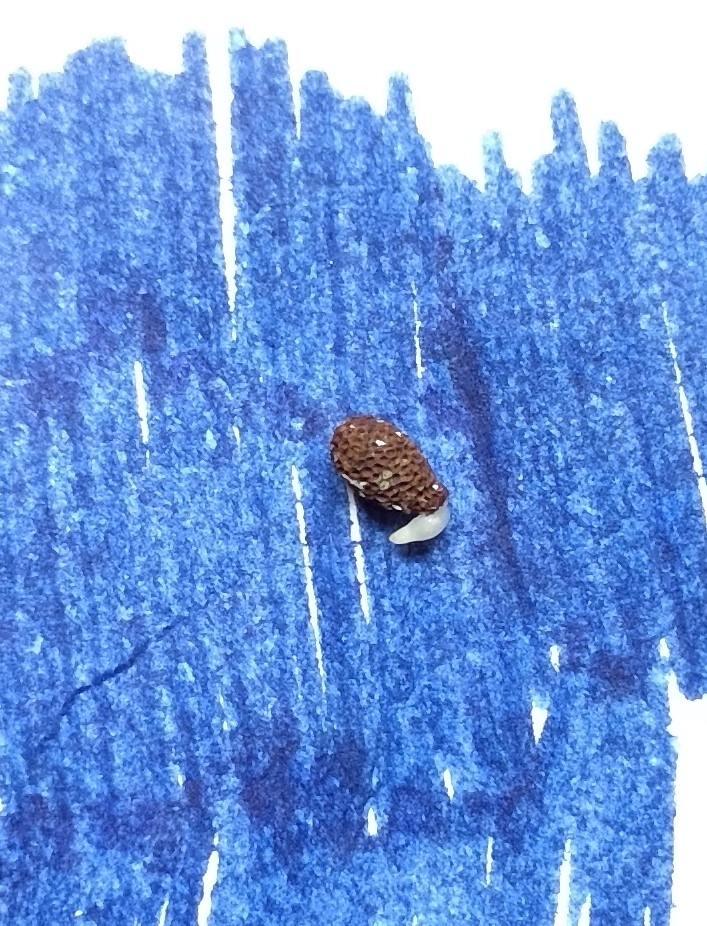
Graine germée d’Actinidia deliciosa

Les kiwis sont les fruits d'une plante grimpante dioïque : les fleurs des plants mâles ne produisent que du pollen et celles des plants femelles produisent les fruits (leurs étamines sont stériles).

## Culture
Les Actinidia apprécient les sols profonds et légers, bien drainés au pH compris entre 6,0 et 6,5 avec une exposition ensoleillée abritée du vent. La plante est sensible au froid (de −10 °C à −15 °C) selon les variétés alors que le kiwaï résiste jusqu'à −30 °C.
La pollinisation des kiwis est difficile, car leurs fleurs ne sont pas très attirantes pour les abeilles car ne produisant pas de nectar. Certains producteurs pollinisent artificiellement avec du pollen récolté et d'autres placent des ruches dans les champs pour optimiser les chances de pollinisation.
Depuis les années 1990, on trouve des plants hermaphrodites qui permettent théoriquement de ne cultiver que des pieds « productifs ».
Le kiwi apprécie la mycorhization.
La culture du kiwi et du kiwitier est nommée kiwiculture.

### Arrosage
À la plantation, positionner au centre d'une cuvette qu'on remplira une fois par semaine à la belle saison. Mettre un bon paillis de paille, BRF ou encore du gravier pour établir une isolation thermique des racines superficielles très fragiles. Quand le plant est adulte, il protège ses racines par l'ombrage de son feuillage abondant. Lorsqu'il est jeune, il faut à tout prix ombrer le sol et en tous cas éviter les expositions trop sévères. Pour ces raisons, il faut déconseiller sa culture en zone venteuse, ou bien créer des coupe-vent au moyen de haies, ou encore de filets.

### Taille
Dès la chute des feuilles, il est important de tailler cette liane. Éliminer les rameaux ayant produit du fruit. Couper au niveau du « rameau de l'année » qui n'a aucune ramification latérale. Les fruits vont pousser sur les premiers nœuds. On peut donc ne laisser que 20 ou 30 cm de bois mais on peut aussi garder plus de longueur pour palisser en pergola ou verticalement. Il n'y a pas de « charpentière ». Il faut éviter le foisonnement et remplacer les rameaux anciens par des plus récents (un peu comme les rosiers grimpants). Trop de bois diminue la taille des fruits.
Taille « en vert » : dès le mois de juillet, éliminer les vrilles et les rameaux très fins. Pour augmenter le diamètre des fruits, éliminer le rameau au-delà du fruit et supprimer les petits fruits d'une grappe trop chargée.

### Multiplication
Le marcottage est très facile. Le bouturage est plus complexe. Les bois de taille se conservent au réfrigérateur dans du polyéthylène. Vers le 15 mars, planter sous cloche à l'ombre ou demi-ombre. Après apparition des feuilles, soulever de 2 cm la cloche pour éviter le dessèchement car les racines tardent à apparaître.
On peut aussi procéder par semis mais on obtient en général quatre plants mâles pour un plant femelle. On ne peut différencier les mâles et les femelles qu'au moment de la première floraison. Les fleurs femelles ont un ovaire et un pistil assez volumineux au centre de la fleur. Les étamines sont très voyantes sur les fleurs mâles. On peut greffer les plants mâles avec un greffon femelle. Un semis fructifie de 3 à 8 ans après le semis, le pic de production a lieu entre 10 et 15 ans et la durée de vie d'un plant est d'environ 30 ans.

### Greffe
Elle est déconseillée en zone très froide (< -8 °C) où il ne faut cultiver que des plants « directs » car, si les plants greffés gèlent, ils repartiront en « sauvage ». En zone plus favorable, on peut greffer des pieds obtenus par semis (sauvages) de graines ou des mâles en excès ou encore une partie du plant mâle. On peut procéder dès la mi-février en fente ou encore à l'anglaise.
Sur les grosses sections, il faut greffer par « incrustation ». Retirer un cinquième environ du diamètre du rameau sur environ cm. Tailler le greffon pour qu'il s'adapte (système tenon/mortaise) et mastiquer.

### Fumure
Un peu de cendre et de compost bien décomposé à la fin de l'hiver. Attention aux nitrates et à la tonte de gazon trop riche. Plante très sensible à l'azote. Les symptômes sont le jaunissement des feuilles et le brunissement des bordures des feuilles.

### Pesticides
Certains pesticides sont autorisés en France pour lutter contre les parasites du kiwi. Pendant longtemps, il ne connaissait ni ravageur, ni maladie ou champignon et se cultivait donc aisément en agriculture biologique, mais depuis 2010, une maladie commence à toucher les vergers européens : la bactérie qui la propage, Pseudomonas syringae pv. actinidiae (psa), est transportée par le vent et mute fréquemment, on ne connait pas encore de remède, les arbres touchés sont donc coupés et détruits.

## Utilisation

### Conservation
Le kiwi fait partie des fruits climactériques (il continue de mûrir après la récolte). Selon son niveau de maturation, il peut se conserver deux à quatre semaines dans le bac à légumes d'un réfrigérateur,. À maturité, il devient plus souple et sa durée de conservation se réduit alors à 7 jours à température ambiante.

### Consommation
Le kiwi se déguste principalement en dessert et peut ainsi être consommé nature, intégré en salade de fruits ou encore en version smoothie. Il peut aussi faire partie des fruits utilisés en agrément dans un gâteau (comme la pavlova).
En cuisine, le kiwi empêche la gélatine de figer et rend les produits laitiers amers, conséquence de l'action de l’actinidaine, une enzyme de type protéase à cystéine.
Grâce à cette enzyme digestive, la consommation de kiwis permet une meilleure digestion des protéines,, et pourrait[évasif] soulager de certains symptômes digestifs comme les ballonnements et la constipation.
 Enfin, les kiwis font partie des aliments pouvant provoquer des allergies alimentaires rares (notamment le syndrome oral croisé),.

## Labellisation
En France, les kiwis de l'Adour disposent à la fois d'une indication géographique protégée (IGP) et d'un Label rouge, tandis que les kiwis de Corse ne disposent que d’une IGP,,.